# Charles Hotham
Sir Charles Frederick Hotham (20. března 1843 York – 22. března 1925 Londýn) byl britský admirál. U Royal Navy sloužil od roku 1856, v mládí vynikl v koloniálních válkách. V hodnosti kontradmirála byl v letech 1890–1893 velitelem britské námořní základny v Tichém oceánu a v roce 1895 byl povýšen do šlechtického stavu. Aktivní kariéru zakončil jako velitel přístavu Portsmouth (1900–1903) a v roce 1903 dosáhl nejvyšší možné hodnosti velkoadmirála. 

## Životopis
Pocházel ze starého šlechtického rodu, který od roku 1622 užíval titul baroneta a od roku 1797 barona. Narodil se jako starší syn kapitána Johna Hothama (1805–1881), u Royal Navy sloužil od roku 1856, svou kariéru zahájil u námořní základny v Austrálii jako poručík (1863). V kombinovaných akcích námořnictva a armády vynikl na Novém Zélandu v bojích proti Maorům a v roce 1865 byl povýšen na komandéra. Po krátkém pobytu v Anglii sloužil u břehů Afriky a poté u Středomořské flotily, v roce 1869 dosáhl hodnosti kapitána. V 70. letech sloužil u břehů Číny, v roce 1881 se stal velícím důstojníkem na HMS Alexandra, vlajkové lodi velitele Středomořské flotily. Po účasti na bombardování Alexandrie bojoval také v pozemních operacích v Súdánu během Mahdího povstání a v roce 1882 obdržel Řád lázně. 
Od roku 1886 působil v námořní administraci, byl jmenován námořním pobočníkem královny Viktorie a v letech 1888–1889 zastával funkci mladšího námořního lorda. V roce 1888 dosáhl hodnosti kontradmirála a v letech 1890–1893 byl vrchním velitelem námořní základny v Tichomoří (Commander-in-Chief, Pacific Station). V roce 1893 byl povýšen na viceadmirála a jako nositel rytířského kříže Řádu lázně získal nárok na šlechtický titul Sir (1895). V letech 1897–1899 zastával funkci velícího operačního důstojníka Royal Navy (The Nore Command). V roce 1899 dosáhl hodnosti admirála a nakonec byl velitelem v Portsmouthu (1900–1903), svou vlajku tehdy vyvěsil na slavné lodi HMS Victory. Za organizaci ceremonií u námořnictva spojených s pohřbem královny Viktorie získal velkokříž Viktoriina řádu (1901). Při příležitosti korunovace Eudarda VII. poté organizoval velkou přehlídku námořnictva u Portsmouthu. Díky tomu v roce 1902 obdržel velkokříž Řádu lázně a nakonec dosáhl nejvyšší možné hodnosti velkoadmirála (Admiral of the Fleet; 1903). I když v té době byl již mimo aktivní službu, formálně byl penzionován až v roce 1913. 
Od roku 1872 byl ženatý s Margaret Milne-Home. Měli spolu dva syny, mladší z nich, Sir Alan Hotham (1876–1965), dosáhl u námořnictva hodnosti viceadmirála. 